# Baron Kilbracken
Baron Kilbracken, of Killegar in the County of Leitrim, ist ein erblicher britischer Adelstitel in der Peerage of the United Kingdom.
Familiensitz der Barone ist Four Firs in Haslemere, Surrey.

## Verleihung
Der Titel wurde am 8. Dezember 1909 für Arthur Godley geschaffen, anlässlich seines Ausscheidens aus dem Amt des Permanent Under-Secretary of State for India.
Heutiger Titelinhaber ist seit 2006 dessen Urenkel als 4. Baron.

## Liste der Barone Kilbracken (1909)
- Arthur Godley, 1. Baron Kilbracken (1847–1932)
- Hugh Godley, 2. Baron Kilbracken (1877–1950)
- John Godley, 3. Baron Kilbracken (1920–2006)
- Christopher Godley, 4. Baron Kilbracken (* 1945)

Titelerbe (Heir Apparent) ist der Sohn des aktuellen Titelinhabers, Hon. James Godley (* 1972).